# Чунири (музикален инструмент)
Вижте пояснителната страница за други значения на Чунири.
Чунирѝ (на грузински ჭუნირი)е старинен грузински струнен лъков музикален инструмент. В Сванетия, планинска област в Грузия, се приема за национален инструмент и единствено там е запазен в оригиналния си вид. Звукът се възпроизвежда от движението на лъка по струните.

## Конструкция
Инструментът от областта Сванетия е с абсолютно кръгъл корпус и дълъг гриф. От едната страна на корпуса е обтегната кожа, а отзад инструментът е отворен. Корпусът се изработва от ела или бор, а грифът – от бреза или дъб. Струните се изработват от конски косми, което дава на инструмента меко и приятно звучене. Грифът е плосък, направен от цяло парче дърво и е здраво прикрепен към корпуса, като във вътрешността му преминава до долната част на тялото. В горната му част има три отвора, в които влизат ключовете. Допълнителните части към инструмента са ключовете, скоба (пластина), магаренце с четири прореза и краче. Трите струни са закрепени здраво за скобата, която се намира близо до магаренцето. Опъват се между нея и ключовете, минавайки над магаренцето, като настройването става със завъртане и натягане на ключовете. Първата се състои от 6 косъма, втората – от 9, а третата – от 11. Строят е g, a, с1. На долния край на корпуса, точно противоположно на грифа, се монтира крачето, на което при свирене се опира чунирѝ. Общата дължина на инструмента е 760 mm, а диаметърът на основното тяло е 180 – 250 mm. Хевсурският и тушетският инструменти също имат кръгъл корпус.
В областите Рача и Гурия инструментът се нарича чианури, изработва се от цяло парче дърво и има форма на лодка. На корпуса има две звукови отверстия с диаметър 5 – 6 mm. Корпусът е обвит от изпъната кожа, закрепена за задната му част. Грифът е цял, а на върха му обикновено има два отвора, рядко три, за ключовете, като струните могат а бъдат две или три, но обикновено са две с тоналност голяма терца.
При свирене музикантът е в седнало положение и поддържа инструмента вертикално, корпусът се опира в коленете, а грифът – в рамото. Натиска струните с възглавничките на пръстите, от което звукът се получава флажолетен. Лъкът се държи с дясната ръка и се плъзга едновременно по трите струни, тъй като инструментът има тригласно съзвучие.

## Разпространение
Инструментът се пази близо до огъня, като преди свирене се загрява над него или на слънце. Това е необходимо, защото кожата и дървото се влияят от вятъра и от влагата. Така звуците, които издава стават по-хармонични. В Сванетия и Рача по звука на чунирѝ предсказват какво ще е времето. Когато се очаква дъжд, звукът е по-тих и недостатъчно чист.
Смята се, че от Сванетия чунирѝ е разпространен и в други региони на Грузия. Традиционна музика на много подобен инструмент, наричан чианури, се изпълнява в следните райони на страната: Рача (западно от Сванетия в Кавказ, граничещ с Южна Осетия), Гурия (на брега на Черно море), Мцхети-Мтианети (в североизточната част на Кавказ, граничещ с Чечения) и Кахетия (в североизточен Кавказ, граничещ с Чечения и Дагестан в Русия).

## Употреба
Чунирѝ се използва за акомпанимент и много често се комбинира с други музикални инструменти – чанги, пандури и саламури. В Сванетия съпровожда едногласни изпълнения, танцови мелодии или като фон при рецитиране на героични стихове. При тригласни песни се обединяват чунирѝ и чанги, като партията на първия глас и акомпаниментът се поемат от чунирѝ. Не се потвърждава едновременната употреба на два или повече чунирѝ. Семейството на усъвършенстваните чунирѝ (сопрано, алт, бас, контрабас) намира място в ансамбли и в съвременните народни грузински оркестри.
Според легендите, традицията е на чунирѝ да се свири вечерта, преди погребението на загинал човек. Цяла нощ един от близките на починалия, задължително мъж, напява тъжни песни под съпровода на инструмента край горящ огън. В песента трябва да се разказва за неговия живот и този на предците му. Заедно с това обаче, на чунирѝ се свири също на празници и на сватби.